# Michael Denner
Michael Dennis Denner er en dansk heavy metal-guitarist, som især er kendt for sine år i Mercyful Fate og King Diamond. Han har siden 2014  været aktiv i heavy metal-bandet Denner/Shermann, hvor han spiller sammen med Hank Shermann, ligeledes tidligere medlem af Mercyful Fate, og er samtidig indehaver af pladebutikken Beat Bop i København.

## Karriere
Michael Denner medvirkede første gang på en udgivelse, da punk-bandet Brats i 1980 udgav deres debutplade 1980. Brats udvikledes i 1981 til Mercyful Fate, som skulle blive et af de største danske heavy metal-bands. Da Mercyful Fate blev opløst i 1985 - for senere at blive gendannet i 1992 - indgik Denner i bandet King Diamond, men udtrådte i 1987.

Han har siden medvirket i bands som Force of Evil og Denner's Trickbag, men også som gæstemusiker på udgivelser af bl.a. Saturnus, Artillery og Volbeat.

## Inspiration
Denner er stor fan af Led Zeppelin og Judas Priest, og nævner selv bl.a. Jimi Hendrix, Ritchie Blackmore, Michael Schenker, Django Reinhardt og Jørgen Ingmann som inspirationskilder.

## Diskografi

### Med Mercyful Fate
- Melissa (1983)
- Don't Break the Oath (1984)
- The Beginning (1987)
- Return of the Vampire (1992)
- In the Shadows (1993)
- Time (1994)
- Into the Unknown (1996)
- Dead Again (1998)
- 9 (1999)

### Med King Diamond
- Fatal Portrait (1986)
- Abigail (1987)

### Med Force of Evil
- Force of Evil (2003)
- Black Empire (2005)

### Med Denner/Shermann
- Satan's Tomb (2015)
- Master of Evil (2016)